# Ribeira da Prata

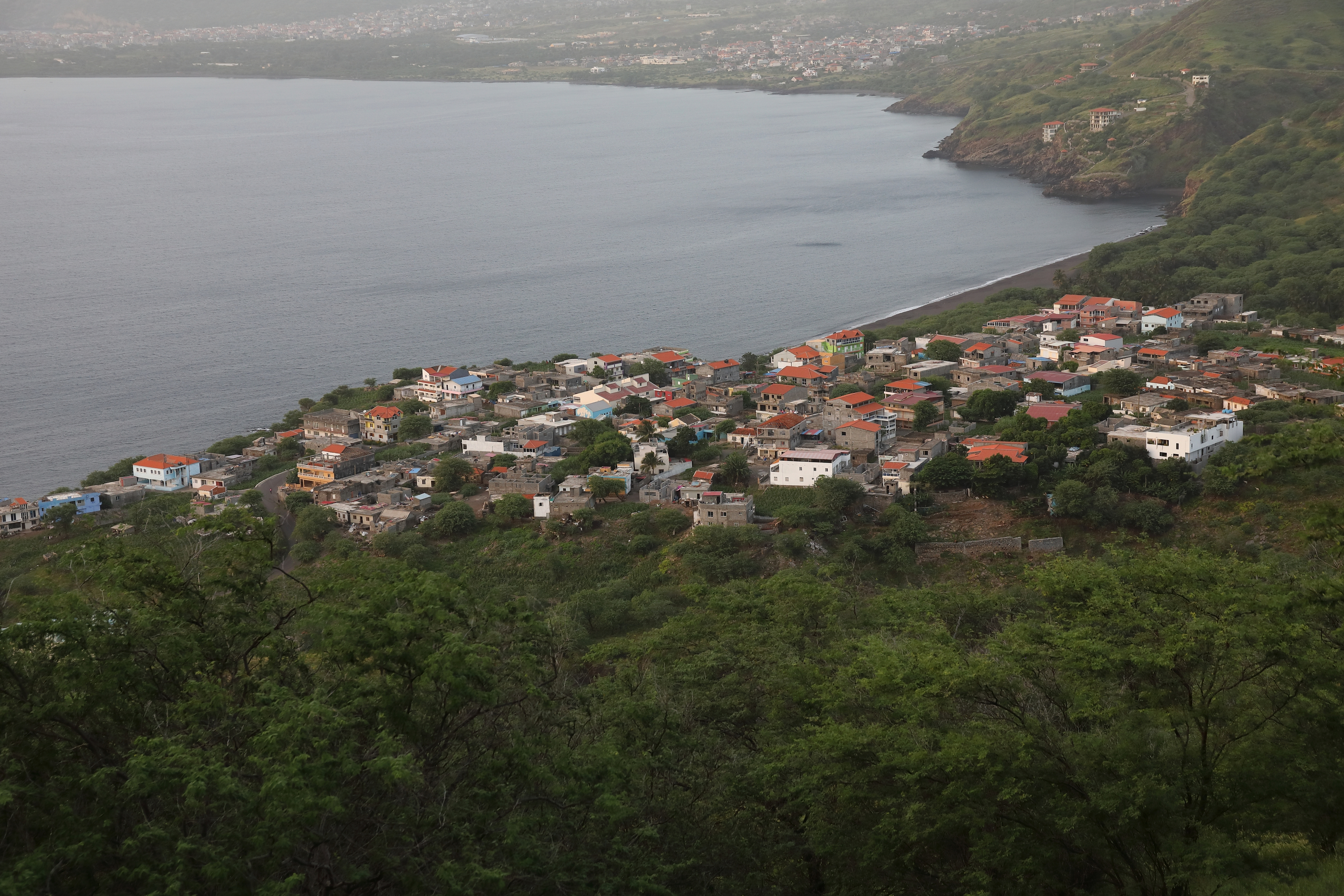

Ribeira da Prata (em Crioulo cabo-verdiano (escrito em ALUPEC): Rubera da Prata) é uma aldeia a noroeste da ilha de Santiago, em Cabo Verde. Localiza-se 100 km noroeste da capital, Praia.

## Aldeias próximas
- Chão Bom, a norte
- Ribeira da Barca, a sul
- Principal, a sudoeste

| Ilha de Santiago |
| --- |
| Cidades, vilas e aldeias Achada \| Achada Banana \| \|Achada Fazenda \| Achadinha de Baixo \| Água do Gato \| Assomada \| Boa Entrada \| Calheta de São Miguel \| Cancelo \| Chão Bom \| Cidade Velha \| Figueira da Naus \| João Varela \| Mangue de Setes Ribeiras \| Milho Branco \| Pedra Badejo \| Pico \| Porto Formoso \| Porto Gouveia \| Porto Mosquito \| Porto Rincão \| Praia \| Principal \| Ribeira da Barca \| Ribeira da Prata \| Rui Vaz \| Santa Ana \| São Domingos \| São Francisco \| São Jorge dos Órgãos \| Tarrafal \| João Teves \| Trás os Montes |
| Cabo Verde \| Sotavento \| Santiago |